# We the Animals
We the Animals ist ein Filmdrama von Jeremiah Zagar, das am 20. Januar 2018 im Rahmen des Sundance Film Festivals seine Premiere feierte und am 17. August 2018 in die US-amerikanischen Kinos kam.

## Produktion
Der Film basiert auf dem Roman We the Animals von Justin Torres, der 2013 in einer deutschen Übersetzung von Peter Torberg unter dem Titel Wir Tiere veröffentlicht wurde.
Regie führte Jeremiah Zagar, der gemeinsam mit Dan Kitrosser auch Torres’ Roman für den Film adaptierte. Die Filmmusik komponierte Nick Zammuto.
Der Film feierte am 20. Januar 2018 im Rahmen des Sundance Film Festivals seine Premiere und kam am 17. August 2018 in die US-amerikanischen Kinos. Ende September und Anfang Oktober 2019 sind Vorstellungen beim Filmfest Hamburg geplant.

## Rezeption

### Altersfreigabe und Kritiken
In den USA erhielt der Film von der MPAA ein R-Rating, was einer Freigabe ab 17 Jahren entspricht.
Der Film konnte 92 Prozent der Kritiker bei Rotten Tomatoes überzeugen.

### Auszeichnungen (Auswahl)
Edinburgh International Film Festival 2018
- Nominierung als Best International Feature Film (Jeremiah Zagar)

Festival des amerikanischen Films 2018
- Auszeichnung mit dem Revelations Prize (Jeremiah Zagar)
- Nominierung für den Grand Special Prize (Jeremiah Zagar)

Independent Spirit Awards 2019
- Nominierung als Bester Debütfilm
- Nominierung als Bester Nebendarsteller (Raúl Castillo)
- Nominierung für die Beste Kamera (Zak Mulligan)
- Nominierung für den Besten Filmschnitt (Keiko Deguchi, Brian A. Kates und Jeremiah Zagar)
- Nominierung für den Someone to Watch Award (Jeremiah Zagar)

Montclair Film Festival 2018
- Auszeichnung in der Sektion Future/Now (Jeremiah Zagar)

Outfest Los Angeles 2018
- Auszeichnung mit dem Grand Jury Award – Outstanding American Narrative Feature (Jeremiah Zagar)

Sundance Film Festival 2018
- Auszeichnung mit dem Next Innovator Award